# Jakov Dasjkov
Jakov Andrejevitj Dasjkov (ryska: Яков Андреевич Дашков), född 1804, död 1872, var en rysk diplomat.
Dasjkov trädde i diplomattjänst 1824, blev legationssekreterare i Köpenhamn 1830, ambassadråd i Konstantinopel 1838, generalkonsul i Moldavien och Valakiet 1840, avdelningschef i utrikesdepartementet, och var rysk minister i Sverige 1853–1872.
Fadern Andrej Jakovlevitj Dasjkov (1775–1831) var Rysslands första diplomat i USA från 1808 till 1817.